# 383. pehotni polk (Italija)
383. pehotni polk Venezia (italijansko 383º Reggimento fanteria "Venezia") je bil pehotni polk (Kraljeve) Italijanske kopenske vojske.

## Zgodovina
Med letoma 1942 in 1943 je bil polk nastanjen v Jugoslaviji in Albaniji.